# Histoire de la Birmanie
 (février 2009).
Si vous disposez d'ouvrages ou d'articles de référence ou si vous connaissez des sites web de qualité traitant du thème abordé ici, merci de compléter l'article en donnant les références utiles à sa vérifiabilité et en les liant à la section « Notes et références ».

Armoiries de la Birmanie depuis 2008

L'histoire de la Birmanie (ou union du Myanmar) est très complexe. Elle se déroule à l'intérieur des frontières actuelles du pays, mais implique aussi les peuples des états voisins, sur les territoires actuels de la république populaire de Chine, de l'Inde et du Bangladesh, du Laos et de la Thaïlande, et plus tard les puissances coloniales : Portugal, France et surtout Royaume-Uni. Elle est marquée par les luttes de l'ethnie birmane pour imposer son hégémonie aux autres ethnies, particulièrement shans dans le nord, et môns dans le sud.
Ce pays de l'Asie du Sud-Est, de 676 578 km2, est habité en 2021 par 54 800 000 habitants dénommés Birmans et Birmanes ou Myanmarais-es), diasporas non comprises, très majoritairement d'ethnie birmane.

## Birmanie traditionnelle (avant 1850)

Région vers 200

L'occupation humaine de la région remonte à au moins 11 000 ans.
- Préhistoire de la Birmanie
- Période de migration de l'ancienne Birmanie (en)
- Indianisation de la péninsule Indochinoise
- Fou-nan (royaume des montagnes, 68-550), réseau d'anciens royaumes du delta du Mékong

### Môns (100c-850c)
La première civilisation régionale connue est celle des Môns qui arrivent à partir du IIIe millénaire av. J.-C. environ. Ils fondent peut-être leur premier royaume, Suvarnabhumi, autour du port de Thaton vers le IIIe siècle av. J.-C. C'est au début de cette époque que la tradition orale date leur premier contact avec le bouddhisme par des marins et au IIe siècle av. J.-C. des moines bouddhistes leur sont envoyés par Ashoka.
Mélangeant leur culture et celle de l'Inde, ils dominent le sud de ce qui deviendra la Birmanie du VIe jusque vers le milieu du IXe siècle (royaume de Thaton, culture de Dvâravatî).
La plupart de leurs écrits ont été détruits durant des guerres.
- Suvarnabhumi
- Dvâravatî (550c-1050c)
- Royaumes môns
- Royaume de Thaton (850c-1057)
- Royaume d'Hanthawaddy (573–1100, 1287–1552, 1740–1757)
- Royaume de Canasapura (en) (650c-970) (Thaïlande actuelle)
- Site archéologique de Mueang Uthong (en) (500c-1000c)
- Site archéologique de Khu Bua
- Parc historique de Sri Thep
- Parc historique de Phu Phra Bat (Thaïlande)

### Pyus (650c-1050c)

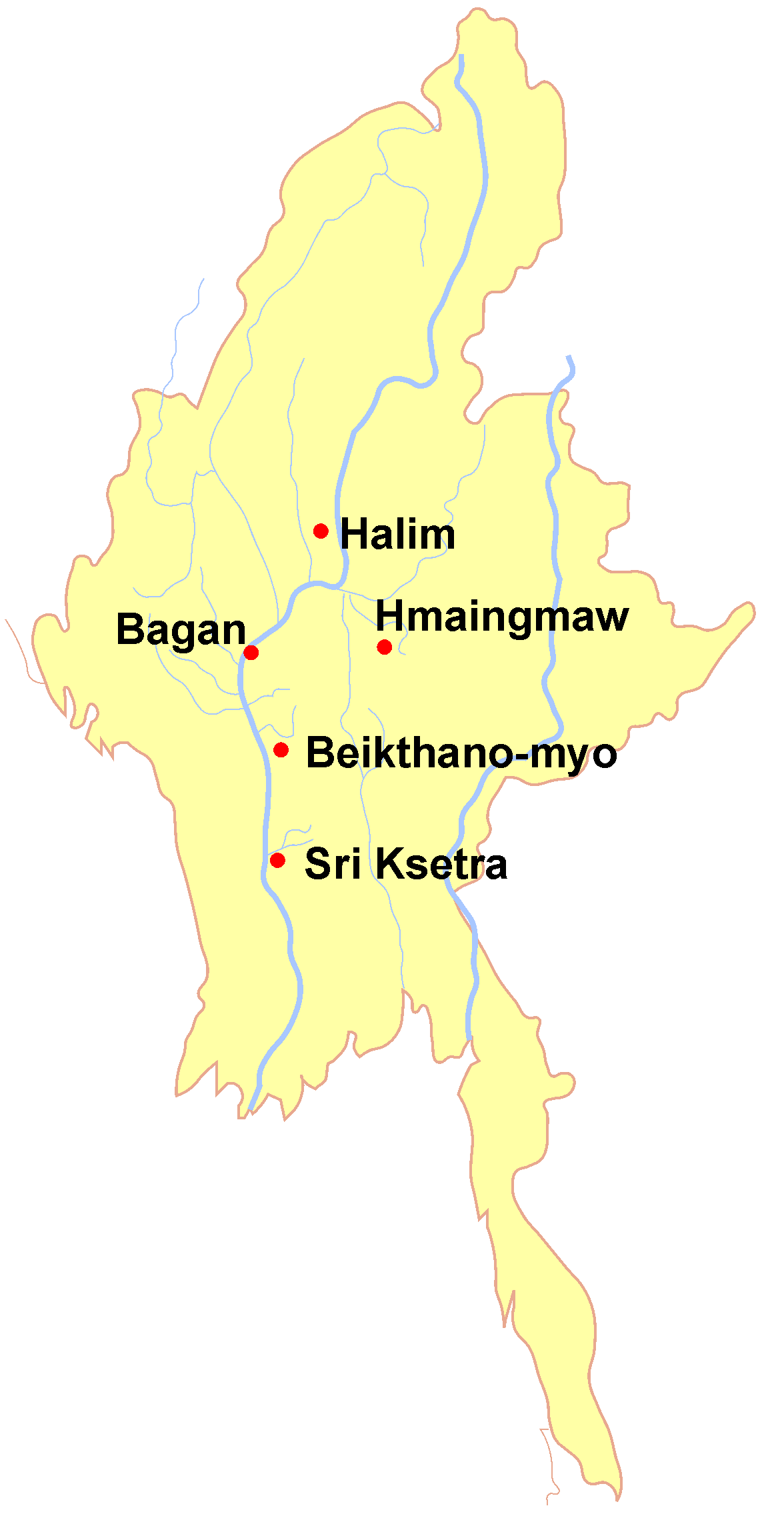
Cités-États des Pyus

Les Pyus arrivent en Birmanie vers le VIIe siècle et établissent des cités-royaumes à Binnaka, Mongamo, Sri Ksetra et Halingyi. Durant cette période, la Birmanie est sur la route commerciale entre la Chine et l'Inde. D'après des sources chinoises, les Pyus contrôlent alors dix-huit royaumes et sont un peuple humain et pacifique. La guerre était pratiquement inconnue aux Pyus et leurs disputes étaient souvent résolues par des duels entre champions ou par des démonstrations de force. Ils portaient même des cotonnades de soie à la place de la soie actuelle afin de ne pas tuer les vers à soie. Les crimes étaient punis par le fouet et la prison était inconnue bien que les crimes graves pussent se solder par une peine de mort. Les Pyus pratiquaient le Bouddhisme Theravâda. Tous les enfants étaient éduqués en tant que novices dans les temples de l'âge de sept ans à l'âge de vingt ans.
Les cités-états n'ont jamais été unifiées en un royaume Pyu mais les plus puissantes dominaient et exigeaient un tribut des cités plus petites. La cité la plus puissante était Sri Ksetra. Des fouilles archéologiques attestent que c'était la plus grande cité construite en Birmanie. La date exacte de sa fondation est inconnue mais les chroniques de Pyu indiquent un changement de dynastie en l'an 94 ce qui laisse supposer que la fondation était antérieure à cette date. Sri Ksetra semble abandonnée vers l'an 656 pour une capitale plus au nord. La cité est aujourd'hui inconnue mais des historiens pensent que c'était Halingyi (Halim). Quel que soit le lieu de cette nouvelle capitale, elle fut mise à sac par le royaume de Nanzhao au milieu du IXe siècle, marquant la fin de la domination Pyu.
- Ethnie Pyu : 18 états et de 9 villes fortifiées (selon des textes chinois)
- Cités-États Pyu (de -150 à 1050c) : Beikthano, Maingmaw, Binnaka, Halin(gyi), Sri Ksetra/Thaye Khittaya, Pinle (Pyu)...
- Royaume pyu de Sri Ksetra (350c-1050c)
- Royaume Tagaung (en) (de -50 à 1050c)

### Royaume de Pagan (849–1297)

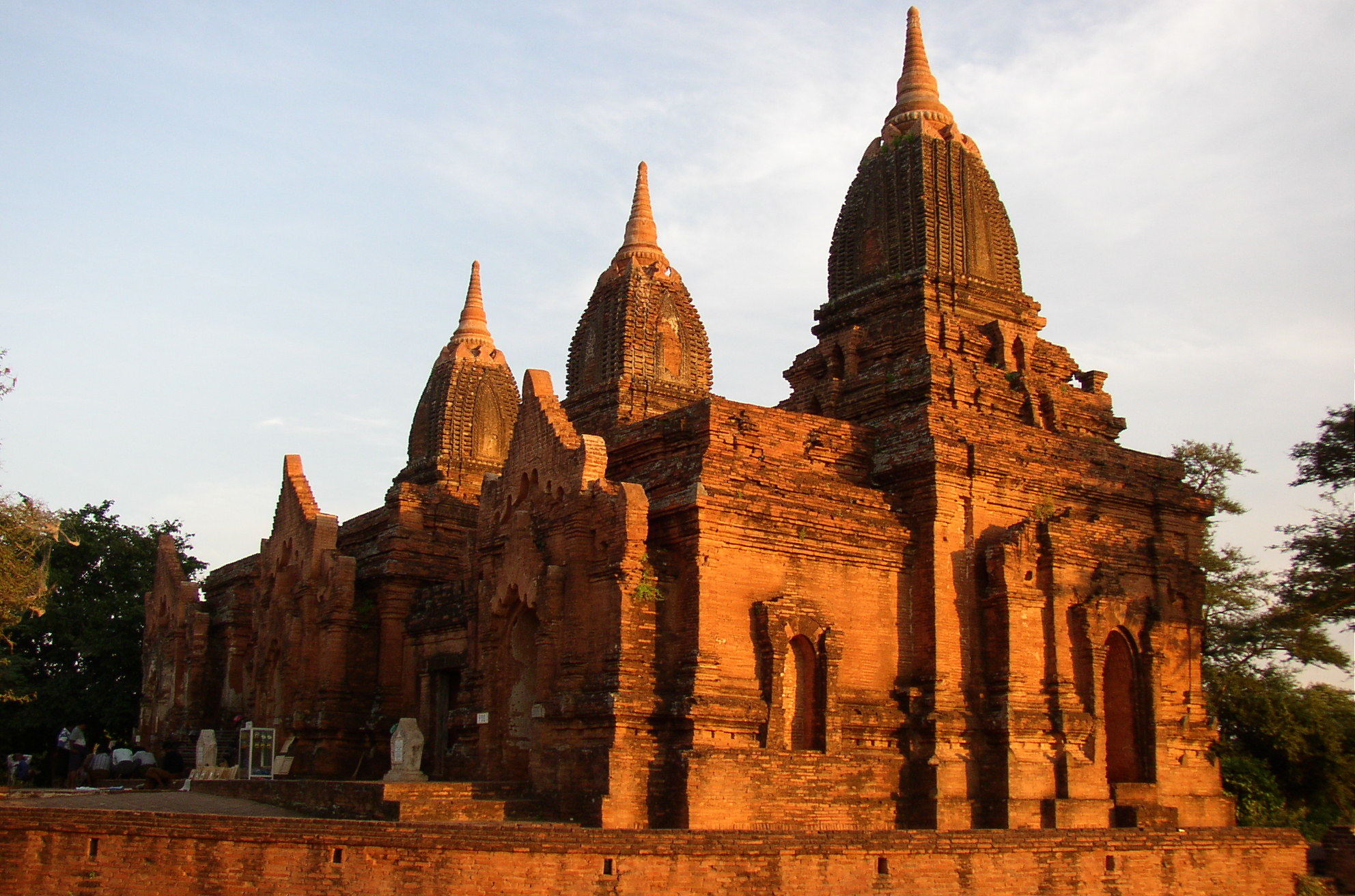
Le Payathonzu à Bagan.

Au nord, les Birmans commencent également à s'infiltrer dans la région. En 849, ils fondent un royaume puissant, centré autour de la ville de Pagan (orthographiée à présent Bagan) et prennent la place laissée par les Pyus.
Ce royaume de Pagan grandit dans un certain isolement jusqu'au règne d'Anawrahta (1044-1077) qui unifie la Birmanie en prenant la ville Môn de Thaton en 1057.
Ses successeurs Kyanzittha (règne de 1084 à 1112) et Alaungsithu (règne de 1112 à 1167) consolident le royaume : au milieu du XIIe siècle, la majeure partie de l'Asie du Sud-Est continentale est sous la domination du royaume de Pagan ou de l'Empire khmer.
Le royaume de Pagan finit par perdre de sa puissance au fur et à mesure que ses terres et ses ressources tombent aux mains des communautés bouddhiques. Il est menacé par les Mongols au nord. Le dernier vrai souverain de Pagan, Narathihapati (règne de 1254 à 1287), confiant dans sa force militaire, les attaque dans le Yunnan en 1277 : il est écrasé à la bataille de Ngasaunggyan. Les Mongols envahissent le nord du pays en 1283, puis l'ensemble après son assassinat en 1287. L'unité de la Birmanie se défait alors rapidement.
- Premier royaume Pagan (en) (650c-1044)
- Liste des premiers monarques légendaires de Birmanie (en)
- Premières invasions mongoles en Birmanie (1277-1297)
- Seconde invasion mongole en Birmanie (1300-1301)

### Royaumes d'Ava et Pégou: guerre de Quarante Ans
À la chute de Pagan, la Birmanie est à nouveau divisée.
En Basse-Birmanie, les Môns refondent un royaume à Martaban (1287), puis à Pégou (1369), le royaume d'Hanthawaddy. En Haute-Birmanie, l'éphémère royaume de Myinsaing (1298-1312) laisse la place aux royaumes de Sagaing et Pinya, de part et d'autre de l'Irrawaddy.
Toujours menacés par les shan, ils sont réunifiés en 1364 par le royaume d'Ava, centré sur sa nouvelle capitale, Ava : la culture birmane y connaît un renouveau, âge d'or de la littérature birmane.
Le royaume d'Ava (1364–1527) et le royaume d'Hanthawaddy (1287-1539) s'affrontent pour l'hégémonie durant la guerre de Quarante Ans (1385-1424), mais aucun ne l'emporte, et un statu quo s'établit.
Sous le règne du roi Dhammazedi (1472-1492), le royaume d'Hanthawaddy devient un grand centre de commerce et de bouddhisme Theravāda, tandis que le royaume d'Ava entre lentement en décadence.
Les deux états disparaissent à quelques années d'intervalle : le royaume d'Ava devant les Shans en 1527 et celui d'Hanthawaddy victime du sursaut birman en 1539.

### Dynastie Taungû (1485/1510–1752)
En 1535, des survivants d'Ava emmenés par Tabinshwehti (règne de 1530 à 1550) établissent un nouveau royaume autour de Taungû et unifient à nouveau la Birmanie dynastie Taungû.
À cette période la situation géopolitique de l'Asie du Sud-Est a bien changé. Les Thaïs ont établi le royaume d'Ayutthaya (le Siam ou actuelle Thaïlande) pendant que les Portugais ont conquis Malacca. L'arrivée des marchands européens permet à la Birmanie de redevenir un centre commercial important et Tabinshwehti déplace la capitale à Pégou en raison de sa place dans le commerce. Son successeur et beau-frère Bayinnaung (règne de 1551 à 1581) poursuit sa politique de conquête de territoires voisins dont Manipur (1560) et Ayutthaya (1564, 1569). Mais ces guerres épuisent le royaume, et peu de temps après Manipur et Ayutthaya sont à nouveau indépendants.
Face à des révoltes dans plusieurs villes et des incursions portugaises, la dynastie Taungû abandonne la Basse-Birmanie et refonde la dynastie à Ava. Le petit-fils de Bayinnaung, Anaukpeitlun, réunifie le pays en 1613 et repousse définitivement les tentatives de conquête portugaise. Son successeur Thalun rétablit les règles de l'ancien royaume de Pagan mais dépense trop d'argent pour des motifs religieux et ne prête pas assez attention à la partie sud de son pays. Encouragés par les Français en Inde, Pégou se rebelle contre Ava, affaiblissant le royaume qui s'effondre finalement en 1752.
- Premier Empire Taungû (en) (1510-1599)
- Restauration Nyaungyan (en) (1599-1752)
- Royaume Hanthawaddy restauré (en) (1740-1757)

### Dynastie Konbaung (1752-1885)

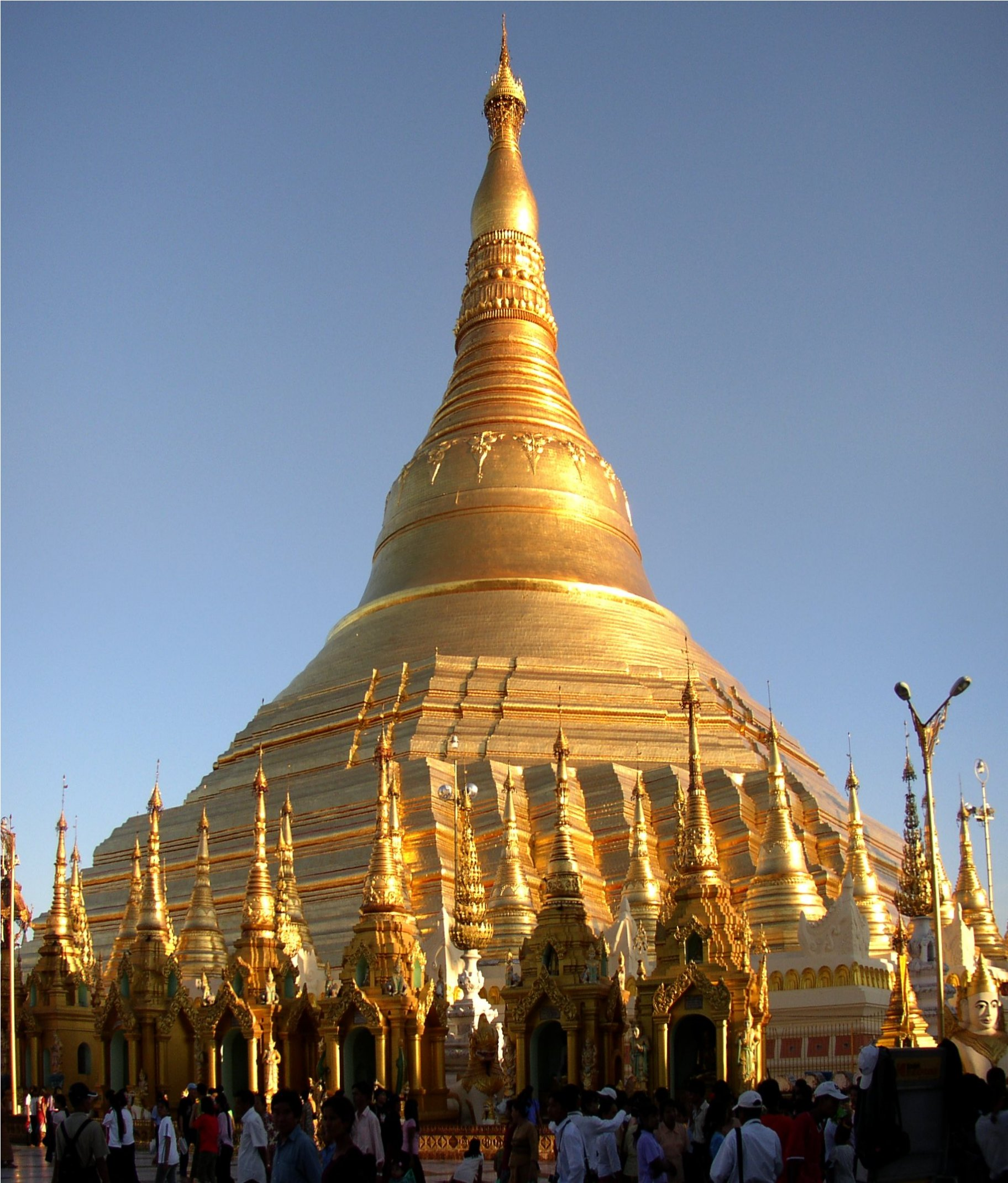
La pagode Shwedagon à Rangoun

Peu après, une nouvelle dynastie apparaît et amène le pouvoir de la Birmanie à son apogée : dynastie Konbaung.
Alaungpaya, chef populaire des Birmans, repousse les forces de Pégou hors du nord de la région en 1753. En 1759, il reprend Pégou – tout en exterminant une grande partie de la population Môn – ainsi que le sud de la Birmanie et Manipur. Il s'empare de Rangoun, puis, en 1760, du Tenasserim et marche sur Ayutthaya mais il est mortellement blessé au cours du siège. Son fils Hsinbyushin (règne de 1763 à 1776) conquiert la ville à la fin de l'année 1767.
La Chine des Qing commence alors à s'intéresser au pays. Hsinbyushin repousse quatre tentatives d'invasion entre 1765 et 1769 tout en élargissant les limites des frontières avec la Chine.
Un autre fils d'Alaungpaya, Bodawpaya (règne de 1781 à 1819), perd Ayutthaya mais conquiert l'Arakan (1784) et le Tenasserim (1793).
Sous le règne de Bagyidaw (1819-1837), en janvier 1824, le général Maha Bandula conquiert l'Assam : la Birmanie se retrouve alors face aux intérêts britanniques en Inde.

## Période britannique (1858-1947)
- Inde britannique (1757-1947), Raj britannique (1858-1947), Birmanie britannique (1824–1942...1945–1948)

### Guerres anglo-birmanes

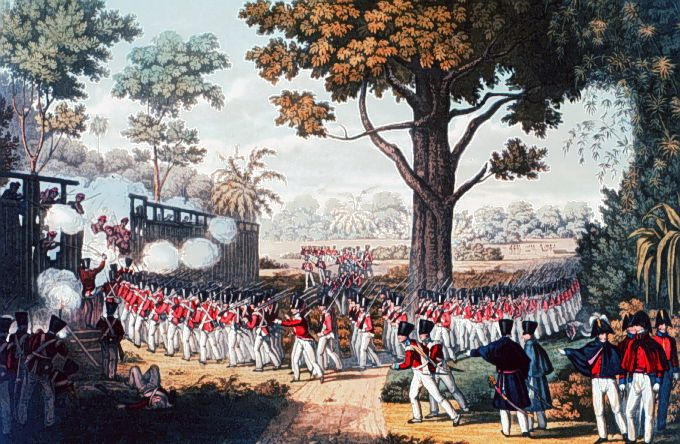
Attaque du fort de Kemmendine, près de Rangoon (1824)

Face aux conquêtes birmanes, les Britanniques et Siam s'unissent en 1824 : guerres anglo-birmanes (1824–1826, 1852, 1885).
La première guerre anglo-birmane (1824-1826) se termine par une victoire britannique et la Birmanie perd Assam, Manipur, Arakan et Tenasserim par le traité de Yandabo.
Vers le milieu du XIXe siècle, les Britanniques, convoitant les ressources naturelles de la Birmanie et voulant s'assurer d'une route pour Singapour, provoquent la deuxième guerre anglo-birmane en 1852, annexant la province de Pégou renommée en Basse-Birmanie. Une révolution s'ensuit en Birmanie, le roi Pagan Min (règne de 1846 à 1852) est remplacé par son demi-frère Mindon Min (règne de 1853 à 1878). Celui-ci essaye de moderniser l'État et l'économie birmans pour résister aux Britanniques et établit une nouvelle capitale à Mandalay qu'il fortifie.
Ceci ne suffit pas aux Britanniques qui déclarent[réf. nécessaire] que le fils de Mindon Thibaw Min (règne de 1878 à 1885) est un tyran désireux de s'allier avec les Français et conquièrent le reste de la Birmanie en 1885 au cours de la troisième guerre anglo-birmane.

### Occupation britannique (1886-1948)
La Birmanie devient une province de l'Inde britannique en 1886 avec pour capitale Rangoun. Bien que la guerre prenne officiellement fin après seulement quelques semaines, la résistance continue dans le nord de la Birmanie jusqu'en 1890 lorsque les Britanniques commencent à détruire systématiquement les villages pour interrompre la guérilla.
La chute de la monarchie et la séparation de l’Église et de l'État altèrent radicalement la société traditionnelle. Sous la domination coloniale, les liens entre le gouvernement et la religion se perdent, les ordres monastiques tombent en déconfiture et leurs écoles, qui avaient donné à la Birmanie un taux d’alphabétisation plus élevé que celui de l’Angleterre à la même époque, déclinent au fur et à mesure que l’anglais devient la langue de la promotion sociale. Néanmoins, la culture indigène persiste à travers le monde magique du pwe (théâtre), la pratique du bouddhisme et l’animisme.
La nature économique de la société change également énormément. Après l'ouverture du canal de Suez, la demande de riz birman augmente et de la terre est mise en culture. Mais pour préparer celle-ci, les paysans sont forcés d'emprunter à des banquiers indiens à des taux d'intérêt très élevés. Ils sont ensuite expulsés de leurs terres faute d'avoir remboursé le prêt. De plus, la main-d'œuvre venue d'Inde prend la majorité des emplois. Des villages entiers deviennent des bastions de chômeurs. Alors que l'économie birmane croît, le pouvoir et la richesse se concentrent dans les mains d'entreprises britanniques sans profiter au peuple birman.
Au début du XXe siècle, les classes sociales autorisées à aller à Londres pour étudier le droit, donnent naissance à de nouveaux chefs birmans. Leur expérience étudiante les persuade que des manifestations pacifiques et des négociations peuvent leur permettre d'améliorer la situation birmane. Des grèves au début des années 1920 entraînent une réforme constitutionnelle en 1923 qui crée un corps législatif élu avec des pouvoirs limités.
- Mouvement de résistance birmane 1885-1895 (en)
- Mouvement nationaliste birman (en) (1900-1948)

### Naissance duThakin(1930c) et desTrente Camarades(1941)
- Dobama Asiayone (Thakin, organisation nationaliste birmane)
- Trente Camarades, groupe de jeunes birmans nationalistes, embryon de l'Armée nationale birmane

Mais certains estiment que les réformes ne vont pas assez vite. Certains de ces étudiants non satisfaits forment le Thakin (Thakin (signifie en birman : maître. Il est utilisé par les étudiants pour parler à leurs professeurs britanniques). En 1930, une révolte paysanne menée par Saya San éclate et dure deux ans. Elle donne au Thakin une forte opportunité et, sans toutefois participer à la révolte, il gagne la confiance des paysans et remplace l'élite éduquée à Londres de la génération précédente en tant que chef du mouvement nationaliste.
En 1936, le Thakin organise une grève durant laquelle Thakin U Nu (1907-1995) et Aung San (1915-1947) rejoignent le mouvement.

Blue Ensign de la Birmanie britannique, adopté en 1937 lors de la semi-indépendance vis-à-vis du Raj britannique.

En 1937, les Britanniques détachent la Birmanie de l'Inde et accordent à la colonie une nouvelle constitution qui prévoit une assemblée élue. Cependant, beaucoup de Birmans pensent qu'il s'agit d'une manœuvre pour les exclure de futures réformes indiennes. Ba Maw est le premier premier ministre puis est poussé dehors par U Saw en 1939, celui-ci restant au pouvoir de 1940 à 1942.
Les nationalistes birmans voient dans la Seconde Guerre mondiale, une occasion d'obtenir des concessions des Britanniques contre un effort de guerre mais ceux-ci refusent et lancent un mandat d'arrêt contre Aung San qui s'est enfui en république de Chine. Les Japonais lui offrent leur aide et il retourne en Birmanie le temps d'enrôler trente jeunes gens qui recevront avec lui, un entraînement militaire au Japon. Ce groupe est connu sous le nom des « Trente Camarades ».
David Camroux, chercheur à Sciences Po Paris, spécialiste de l'Asie du Sud-Est, note en 2017 : « En 1939, la Birmanie était le plus grand exportateur de riz au monde, aussi riche que la Thaïlande. Ses hôpitaux, ses médecins étaient les plus réputés du sous-continent. Aujourd'hui, la Thaïlande est cinq fois plus riche. Les Birmans avaient les meilleures université de l'Asie du Sud-Est. Mais soixante ans de régime militaire ont tout ruiné. On a sacrifié deux générations de jeunes ! ».

### Domination japonaise (1942-1945)

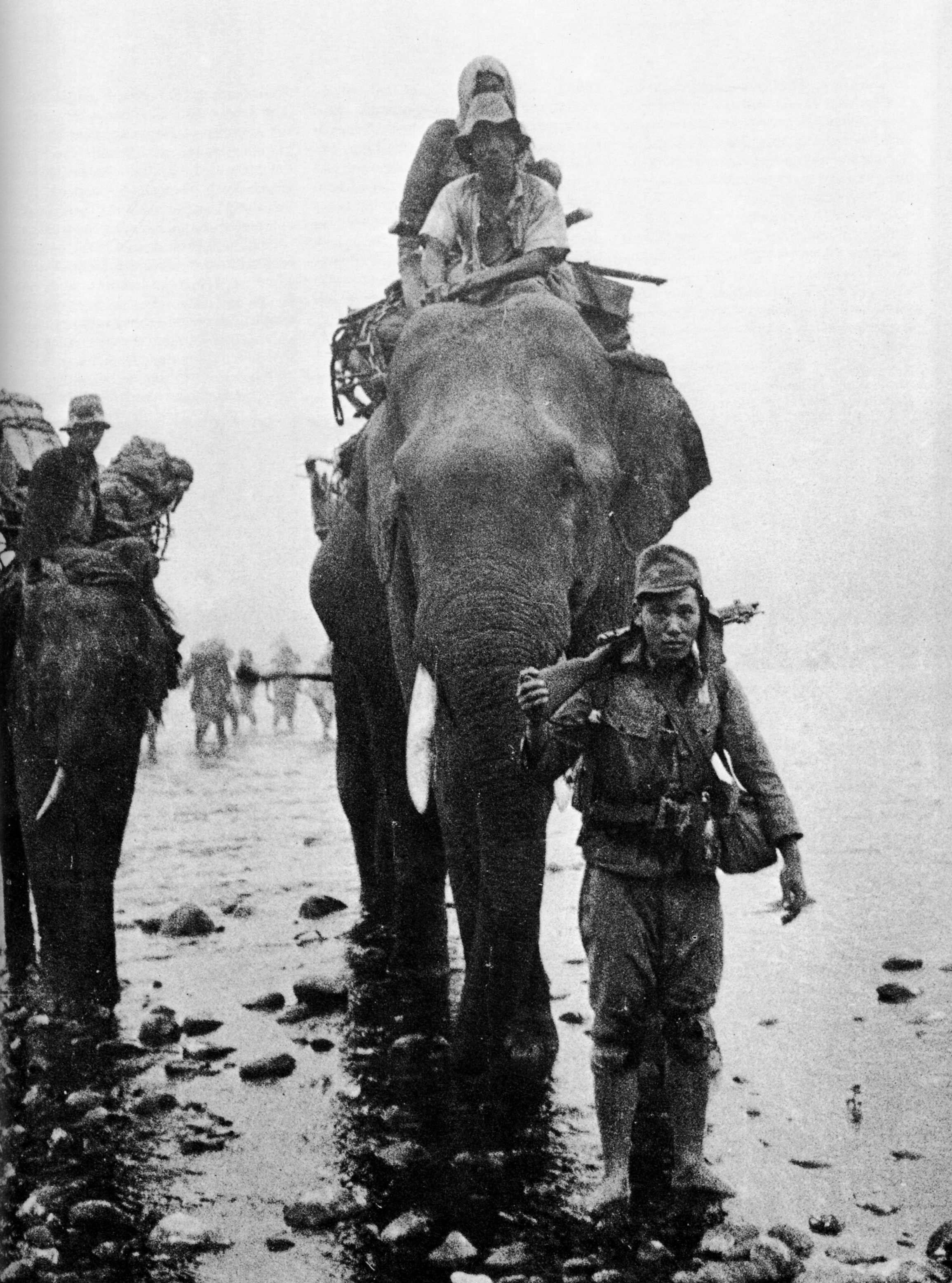
Troupes japonaises à dos d'éléphant, 1944.

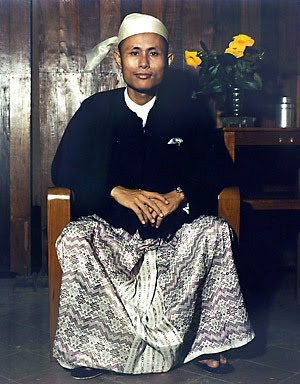
Aung San (1915-1947).

- Expansionnisme du Japon Shōwa (1926-1945)
- Sphère de coprospérité de la Grande Asie orientale
- Gouvernements collaborateurs chinois
- Océan Indien durant la Seconde Guerre mondiale
- Théâtre du Pacifique Sud-Ouest de la Seconde Guerre mondiale (1941-1945)
- Seconde guerre sino-japonaise (1937-1945)
- Théâtre du Pacifique Sud-Ouest de la Seconde Guerre mondiale (1941-1945)
- Campagne de Birmanie (1941-1945)
- Conquête japonaise de la Birmanie (1942)
- Occupation japonaise de la Birmanie (1942-1945)
- État de Birmanie (1943-1945)
- Crimes de guerre du Japon Shōwa, Tribunal militaire international pour l'Extrême-Orient (1946)

Dès la déclaration de guerre de l'empire du Japon à la Grande-Bretagne en décembre 1941, Aung San annonce la formation de l'Armée pour l'indépendance birmane destinée à combattre aux côtés de l'Armée impériale japonaise. Envahie en janvier 1942, la capitale Rangoun est finalement occupée en mars, tandis que l'armée thaïlandaise occupe l'est du pays. Les Japonais démantèlent l'Armée pour l'indépendance et forment l'Armée de défense birmane, Aung San demeurant à sa tête. Le 1er août 1943, l'indépendance de la Birmanie est proclamée, le pays prenant le nom officiel d'État de Birmanie. Ba Maw est nommé chef de l'État et son gouvernement inclut Aung San et Thakin Nu. La Birmanie devient dès lors partie intégrante de la Sphère de coprospérité de la Grande Asie orientale.
Mais les promesses japonaises se révèlent vite fausses et Ba Maw n'est qu'un fantoche, l'indépendance demeurant de pure forme. Sans illusions, Aung San commence à négocier avec Lord Mountbatten en octobre 1943 et se range officiellement aux côtés des Alliés en mars 1945. Durant cette période, il forme également une coalition de partis politiques, l'Organisation anti-fasciste, renommée ensuite Ligue anti-fasciste pour la liberté du peuple (AFPFL), pour gouverner le pays. Les Japonais sont chassés de Birmanie en juillet 1945.

### Assassinat de Aung San (1947)
La défaite japonaise conduit au pouvoir une administration militaire et entraîne des demandes pour juger Aung San comme traître pour sa collaboration passée avec les Japonais. Lord Mountbatten, conscient de l'emprise de Aung San sur les forces armées birmanes et de sa popularité, nomme Sir Hubert Rance comme chef administrateur. Celui-ci parvient à regagner la confiance d'Aung San et de la population.
À la fin de la guerre, le gouverneur civil revient au pouvoir et Aung San est arrêté, ce qui manque de déclencher une rébellion. Les Britanniques reculent et envoient à nouveau Rance rétablir l'ordre et la confiance. Des négociations commencent pour l'indépendance de la Birmanie et se concluent avec succès en janvier 1947.
Cependant cet accord ne satisfait ni les trotskistes de Thakin Soe qui s'enfoncent dans la clandestinité, ni les tendances conservatrices de l'AFPFL qui passent dans l'opposition. U Saw considère également qu'Aung San a trop concédé durant les négociations et organise son assassinat et celui de la presque totalité de son gouvernement le 19 juillet : assassinat d'Aung San.
- Conflit armé birman (1947-présent)

## Indépendance (1948)

Drapeau birman de 1948

Il est demandé à Thakin Nu de former un nouveau gouvernement, qui assure le pouvoir à l'indépendance le 4 janvier 1948.
Les communistes et certaines minorités se soulèvent peu après, mais sans succès. Cependant, le gouvernement birman ne réussit pas plus que les Britanniques à contrôler les territoires de collines.
Sous les deux premiers gouvernements de Thakin Nu, la Birmanie connaît une période de démocratie et de relative stabilité. Mais celle-ci se dégrade et en 1958, il est contraint de faire appel au général Ne Win, qui lui succède jusqu'en 1960.

### États de minorités linguistiques et culturelles excentrées

Carte ethnolinguistique 1972

Dans toute la péninsule indochinoise, aux marges du monde chinois, les ethnies de certaines régions montagneuses ont pu ou su conserver leurs particularismes, loin des exigences des grands axes commerciaux et des capitales.
Le terme de zomia (hautes terres, vastes, difficiles d'accès, peu peuplées) cerne cette résistance à des gouvernances distantes.
En Birmanie, depuis l'indépendance, pour mieux traiter ces populations intraitables, des régions ont été instituées en États, offrant une certaine autonomie, limitant les risques de conflits avec les autorités centrales, et particulièrement les forces militaires.
- État kachin (1948)
- État Karen (1948), Federated Shan States (en) (1922-1948)
- État shan (1948), Saharat Thai Doem, Shan States (en) (1885-1948)
- État de Kayah (1952)
- État d'Arakan (Rakhine, 1974)
- État Chin (1974)
- État Môn (1974)

Mais aussi :
- Conflit armé birman (les Birmans forment 75 % de la population totale du pays)
- Conflit Karen (en) (depuis 1947), Armée Karen de libération nationale
- Conflit Karen-Mon (en)
- Conflit Kachin (en) (depuis 1961), Armée pour l'indépendance kachin
- Ethnie Shan, Armée de l'État Shan (en)
- Force de défense populaire à Kalaymyo (Sagaing)
- Force de défense nationale Chin, Armée nationale Chin
- Ligue unie d'Arakan
- Mong Taï Army
- Conflits frontaliers 2010-2012 (en)

La Chambre des nationalités (2011) est suspendue en 2021.

### Première dictature militaire (1962-1988)
Le 2 mars 1962, Ne Win renverse le gouvernement, emprisonne le premier ministre et le président et dissout le parlement.
Sous sa férule, la Birmanie devient une dictature militaire dans laquelle le Burma Socialist Program Party – BSPP – impose une version du socialisme qui réduit rapidement le pays à la pauvreté. Le régime mène plusieurs guerres sans résultat contre les Karens et les Shans, contre les communistes birmans et plus tard contre des barons de la drogue comme Khun Sa.
En 1970 la Birmanie adopte la conduite à droite.
En 1974, Ne Win baptise le pays « Union de la République Socialiste de Birmanie » avec un gouvernement fantoche masquant la dictature militaire.
- Voie birmane vers le socialisme

### Deuxième dictature militaire (1988-2010)
- Événements politiques de 1988 en Birmanie, soulèvement 8888

En mars 1988 éclatent d'importantes manifestations contre le régime. Ne Win quitte (officiellement) le pouvoir le 23 juillet, remplacé le 18 septembre par le général Saw Maung, à la tête d'un nouvel organe, le Conseil d'État pour le rétablissement de la loi et de l'ordre (SLORC). Le mouvement prodémocratique est écrasé dans le sang (plusieurs centaines, voire milliers de morts), bien que le SLORC promette des élections libres. Aung San Suu Kyi, fille d'Aung San, revient d'exil et fonde la Ligue nationale pour la démocratie (LND).
En 1989, le SLORC rebaptise le pays Myanmar, nom aujourd'hui utilisé par l'ONU, prononcé myanma, et qui désigne l'ethnie birmane en birman depuis au moins 1102. Des gouvernements qui n'approuvent pas le régime militaire, comme ceux de l'Australie et des États-Unis, continuent d'utiliser le terme Burma (Birmanie) et c'est également celui qu'utilise Aung San Suu Kyi.
Les élections promises ont lieu en 1990 après d'autres troubles. Les militaires estiment pouvoir les remporter avec le National Unity Party, ex-BSPP, mais la Ligue nationale pour la démocratie remporte une victoire éclatante. Le National Unity Party n'obtient que la quatrième place en nombre de sièges, derrière deux partis ethniques (de l'État shan et de l'État d'Arakan). Après une période d'indécision, Aung San Suu Kyi est assignée à résidence et le NLD banni par la junte militaire.
Le général Than Shwe succède à Saw Maung en 1992.
En 1991, Aung San Suu Kyi reçoit le prix Nobel de la paix et sous la pression internationale le régime suspend son assignation à résidence en 1995. Des projets de convention nationale pour la rédaction d'une nouvelle constitution sont annoncés, mais celle-ci n'a produit aucun résultat.
À partir de 1996, le pays est sujet à des sanctions internationales d'organisations telles que la Banque mondiale ou le Fonds monétaire international. Mais le régime survit grâce à un fort soutien économique et militaire de la république populaire de Chine, un soutien discret de la Thaïlande et d'autres pays de l'ASEAN, et les revenus de trafic de drogue, du gazoduc du groupe pétrolier Total, de ressources forestières et du tourisme. Aung San Suu Kyi et ses partisans sont régulièrement gênés ou emprisonnés.
En 1997, le SLORC est remplacé par un Conseil d'État pour la paix et le développement (State Peace and Development Council, ou SPDC), sans véritable changement de nature, et le pays intègre l'ASEAN, ce qui est généralement considéré comme un succès diplomatique majeur.
Le 7 novembre 2005, les autorités militaires déplacent la capitale de Rangoun à Naypyidaw, une ville 320 km plus au nord, dans une région de jungle et de montagne, les principaux ministères commençant leur déménagement le jour même.

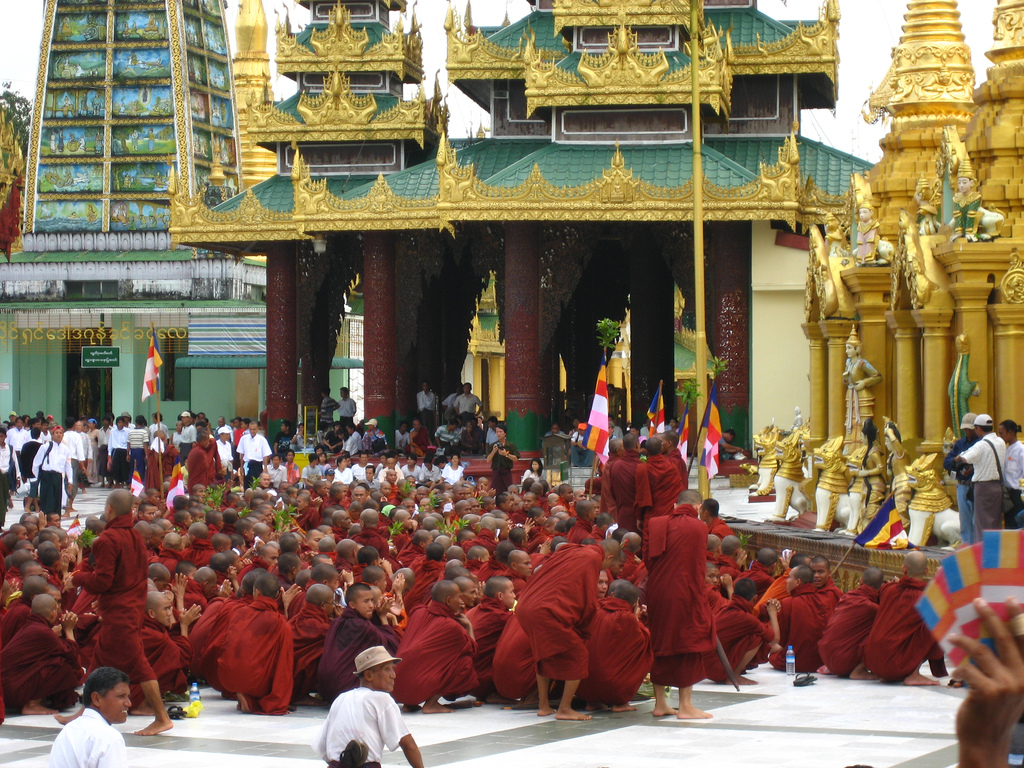
Réunion de moines à la pagode Shwedagon à Rangoon, 24 septembre 2007.

L'augmentation du prix des carburants décidée le 15 août 2007 provoque une vive colère dans la population. Le 19 août débute une longue série de manifestations qui culmine le 24 septembre avec plus de 100 000 personnes dans le défilé mené par des moines bouddhistes à Rangoon (d'après des témoins). D'autres manifestations rassemblent des dizaines de milliers de personnes à travers le pays. Après avoir menacé le jour même de « prendre des mesures » contre les bonzes, la junte engage la répression à partir du 26 septembre.
L'année suivante, en dépit des dégâts causés par le Cyclone Nargis (plus de 100 000 morts et 2,5 millions de sinistrés), la junte organise un référendum pour valider la nouvelle constitution du pays. Les élections prévues par celle-ci ont lieu en 2010, dans des conditions qui lui assurent de conserver le pouvoir. La Ligue nationale pour la démocratie préfère boycotter ces élections qu'elle qualifie de mascarade démocratique.
- Événements politiques de 2007 en Birmanie, Révolution safran

### Vers la démocratie (2011-2015)
- Réformes politiques au Myanmar de 2011 à 2015 (en)

Aung San Suu Kyi est libérée quelques jours plus tard, le 13 novembre 2010.
En mars 2011, la junte militaire est officiellement dissoute. Le général Thein Sein, premier ministre, devient président d'un gouvernement composé essentiellement de militaires. Il donne rapidement des signes d'ouverture, rétablissant le droit de grève , de se syndiquer et de manifester. Ces gestes politiques forts qui se sont multipliés en 2011, évoquent le souvenir de la Perestroïka conduite par Mikhaïl Gorbatchev peu avant la chute de l'URSS.
Des prisonniers politiques, en particulier les leaders de la « Génération 88 »  sont libérés cette même année. Au total, 1300 le seront de mai 2011 à janvier 2014. Dans la même période, un certain nombre d'enfants soldats retrouvent leur liberté et le gouvernement s'engage en mai 2012 à cesser tout recrutement de mineurs.
Des élections législatives partielles ont lieu le 1er avril 2012. Ces élections partielles ne portent que sur 7 % des sièges de l'Assemblée. La junte militaire réduit même cette élection à 45 sièges sur les 48 initialement remis en jeu.
Tous les sièges à pourvoir étaient détenus par des députés issus du parti pro-militaire de l'USDP (le Parti de la solidarité et du développement de l'Union), créé par la junte auto-dissoute en mars 2011. Les militaires birmans ont alors transféré leurs pouvoirs à un gouvernement dit « civil », mais toujours contrôlé par d'anciens militaires.
Les trois sièges restants seront pourvus lors d'élections qui se tiendront ultérieurement. Le scrutin a été reporté pour des raisons de sécurité dans trois circonscriptions du nord du pays, situées dans l'État Kachin, en proie à des combats entre les militaires birmans et les rebelles de l'Armée pour l'indépendance kachine.
Bien que les militaires gardent la main sur 80 % des sièges de l'Assemblée, la Ligue nationale pour la démocratie de Aung San Suu Kyi décide de ne pas boycotter ces élections. « Une fois au Parlement, nous pourrons travailler pour une véritable démocratisation », a-t-elle justifié. Le parti triomphe en remportant 43 sièges. La Ligue nationale pour la démocratie reste donc largement minoritaire, mais cette entrée à l'assemblée est saluée par la communauté internationale comme un pas décisif vers la démocratie.
La constitution en place garantit au parti militaire USDP (le Parti de la solidarité et du développement de l'Union) un quart des parlementaires, ce qu'a dénoncé Aung San Suu Kyi, qui a refusé de prêter serment à la date prévue, le 23 avril 2012. Elle accepte finalement de prêter serment sur la Constitution le 2 mai 2012 pour permettre au pays de poursuivre son processus démocratique.
Les élections législatives du 8 novembre 2015 sont destinées à renouveler 75 % des membres des Chambres haute et basse du Parlement ainsi que des Assemblées d’État ou régionales, les 25 % restants étant des militaires désignés par le gouvernement. La ligue nationale pour la démocratie d'Aung San Suu Kyi remporte largement les élections.

### Depuis 2015
- Liste de manifestations au Myanmar (en)
- Liste de massacres au Myanmar (en)
- Crise migratoire en Asie du Sud-Est de 2015
- Rohingya, génocide des Rohingya, histoire des Rohingya, persécution des musulmans en Birmanie, Armée du salut des Rohingya de l'Arakan
  - Ashin Wirathu, Mouvement 969, Ma Ba Tha
- Mon National Liberation Army (en) (MNLA)
- conflit dans l'État d'Arakan (depuis 2016), armée d'Arakan, conflit dans l'État d'Arakan (2012))
- Coup d'État de 2021 en Birmanie, Conseil administratif d'État
- Manifestations de 2021-2022 en Birmanie
- Guerre civile en Birmanie (depuis 2021)
- Chronologie de la guerre civile depuis 2021 en Birmanie (en)
- Crimes de guerre durant la guerre civile en Birmanie depuis 2021 (en)
- Affrontements de Kalaymyo de 2021, Force de défense populaire - Kalay
- Massacre de Mo So (décembre 2021)
- Liste des organisations ethniques armées de Birmanie
- Offensive de Rakhine (2023-2024)

## Galerie de dirigeants depuis 1948

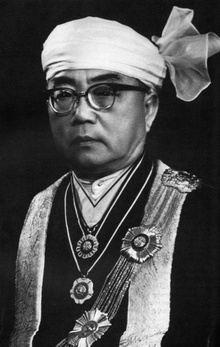
Sao Shwe Thaik président 1948-1952
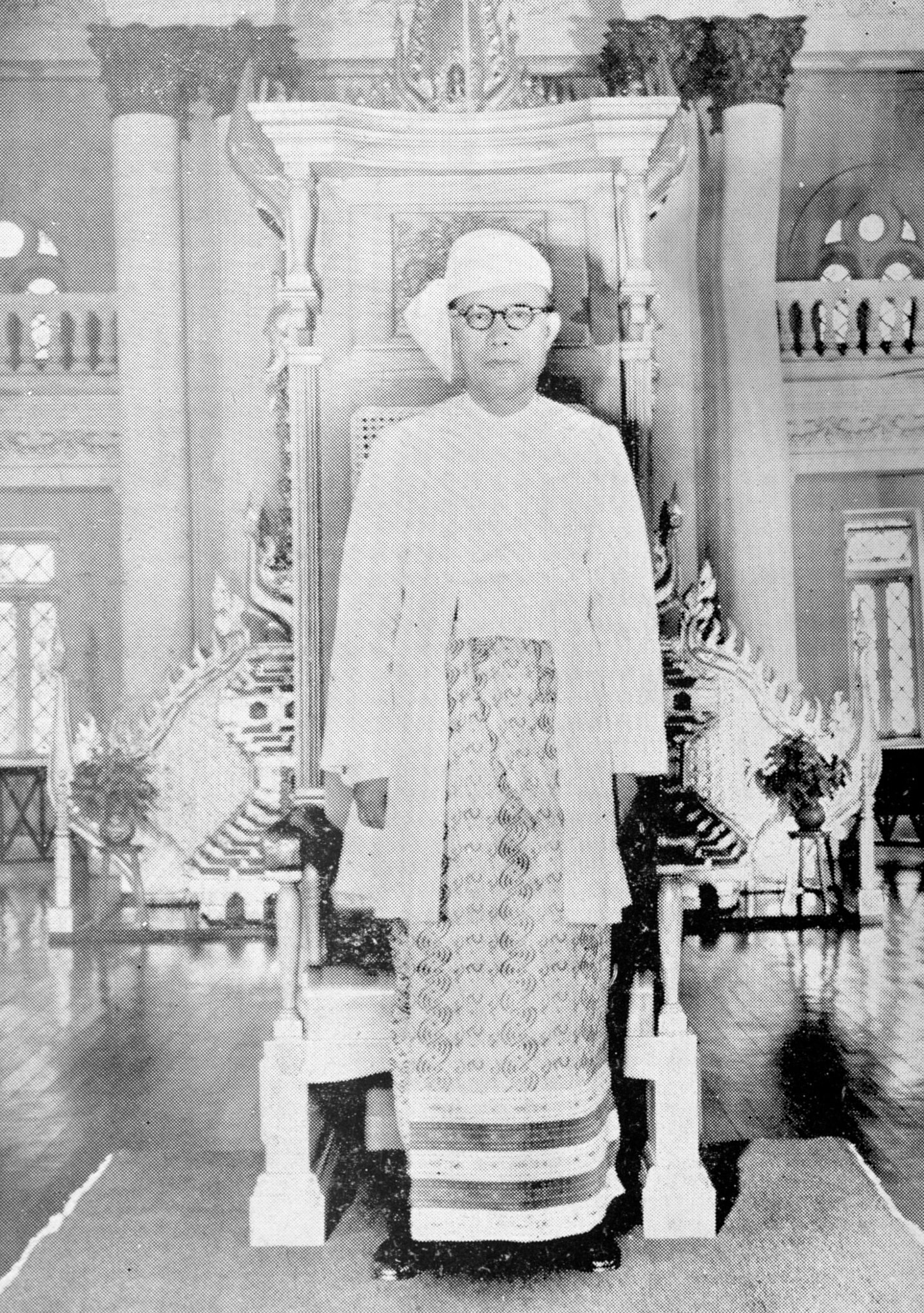
Ba U président 1952-1957
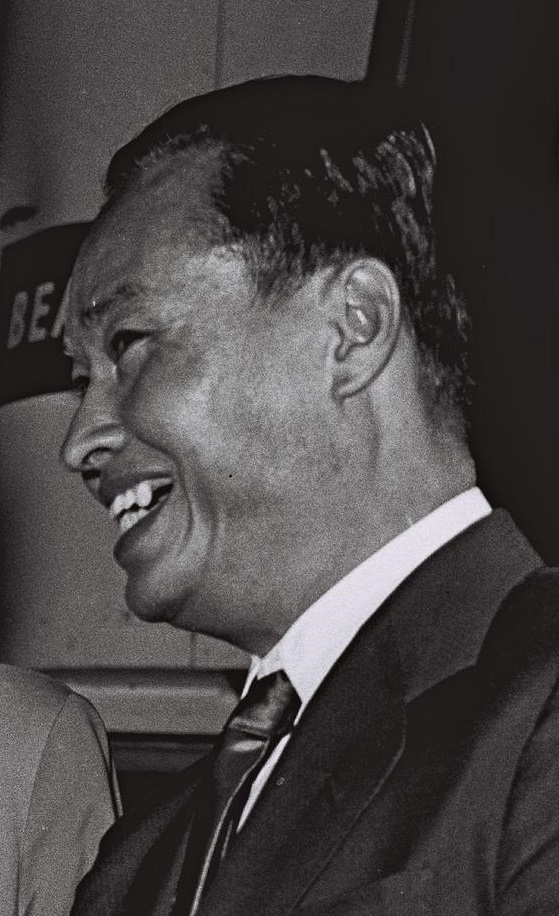
Ne Win 1962-1988

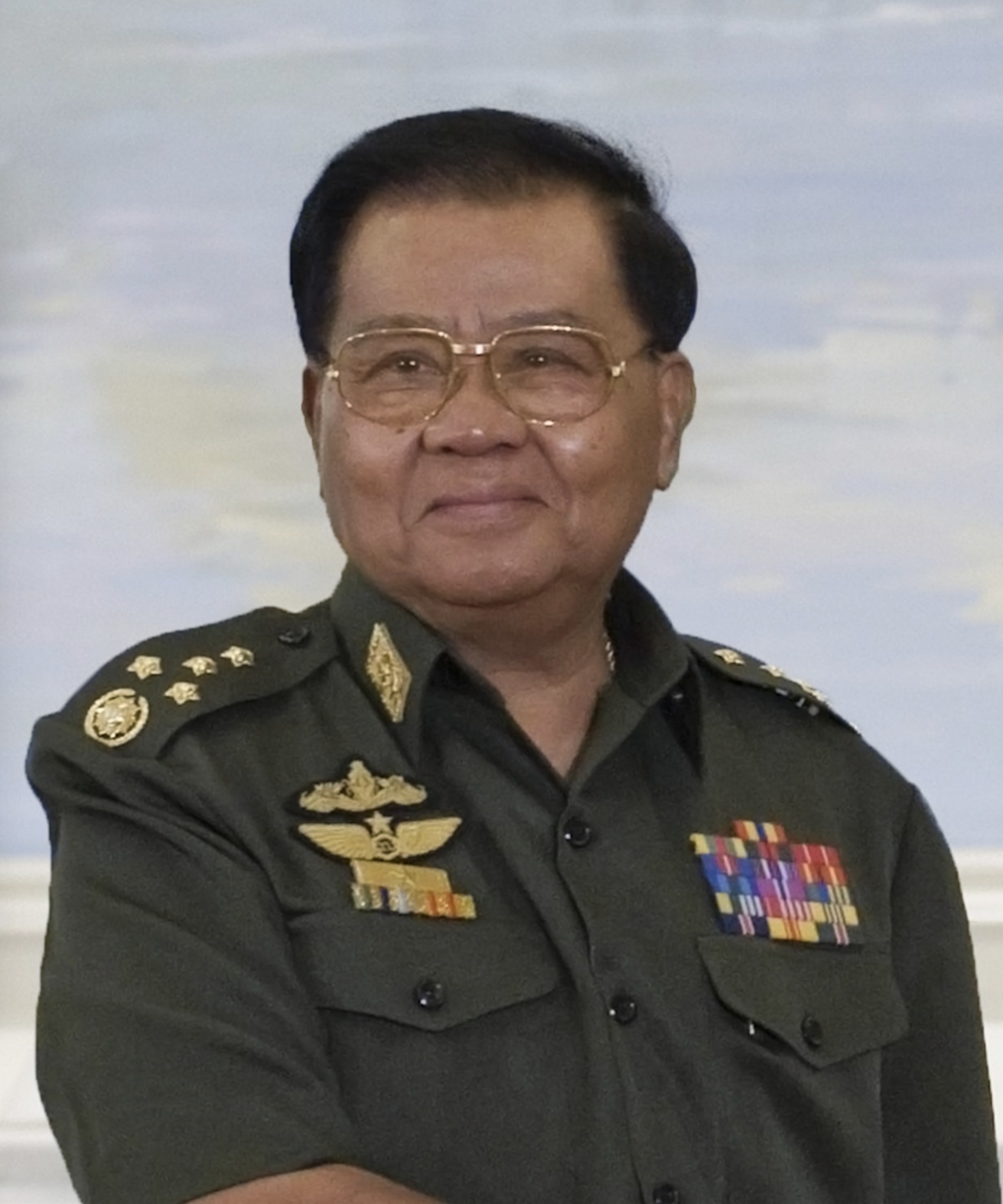
Than Shwe chef de la junte 1992-2011
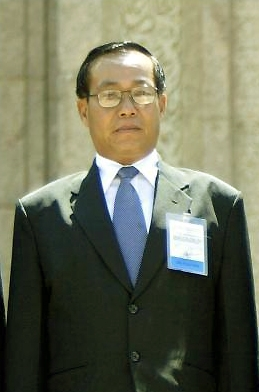
Soe Win PM 2004-2007
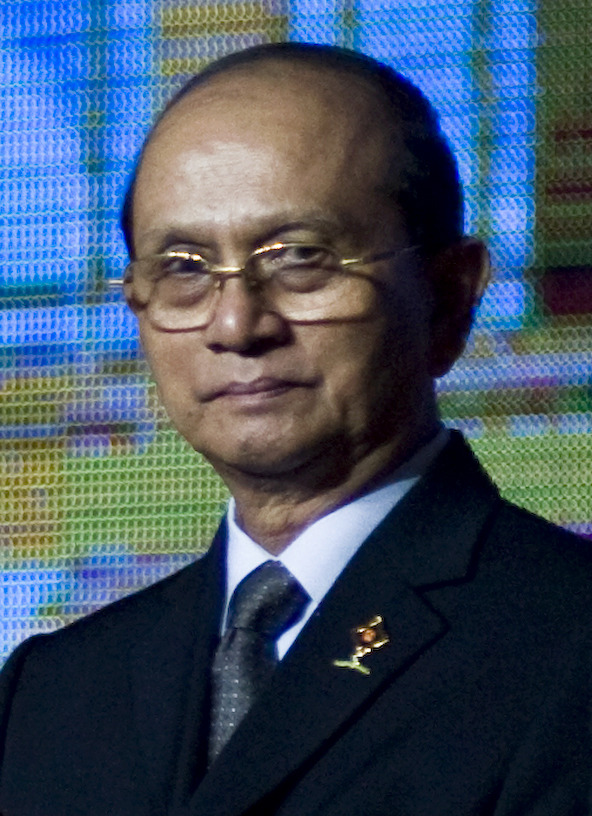
Thein Sein PM 2007-2011, président 2011-2016

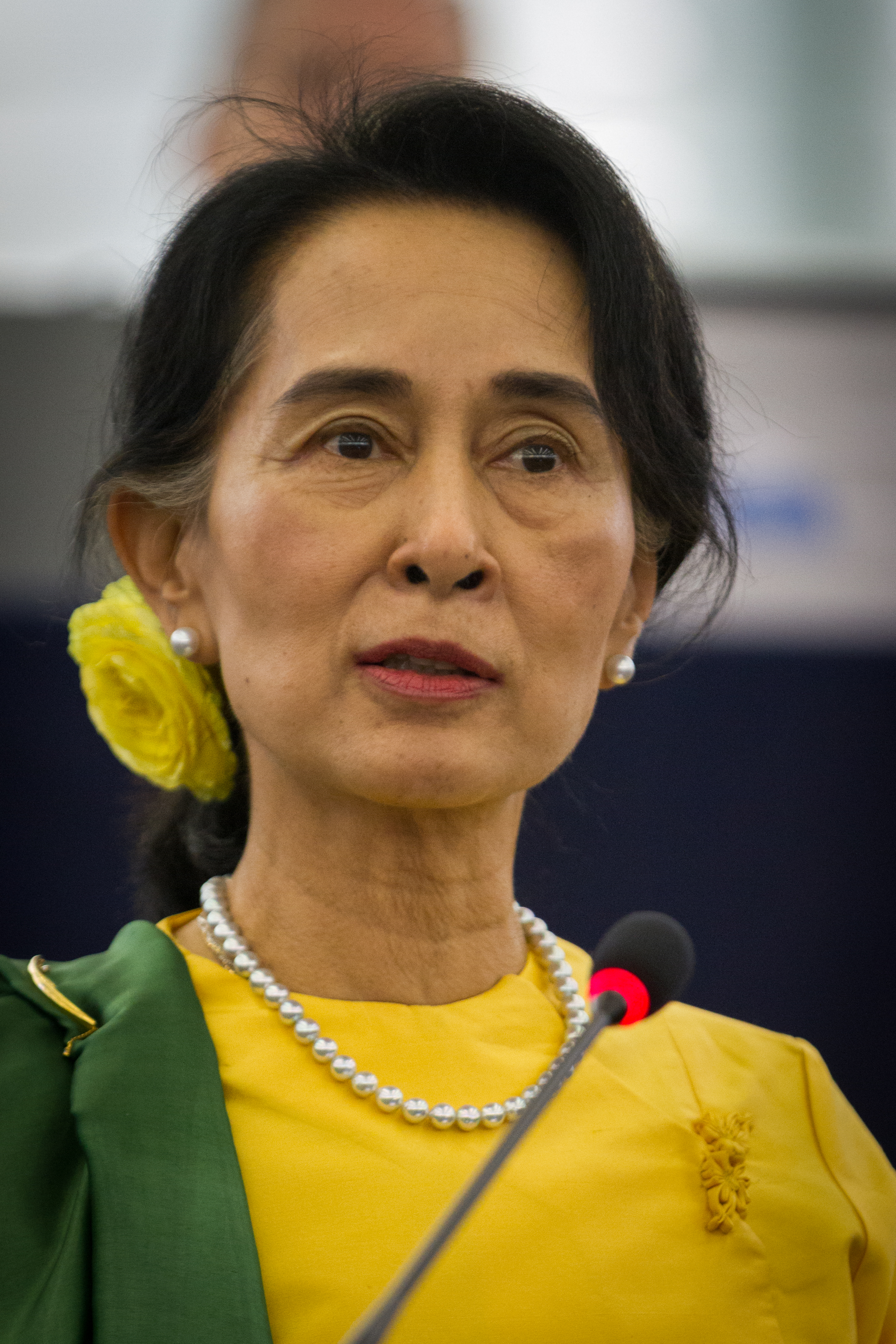
Aung San Suu Kyi conseillère 2016-2021
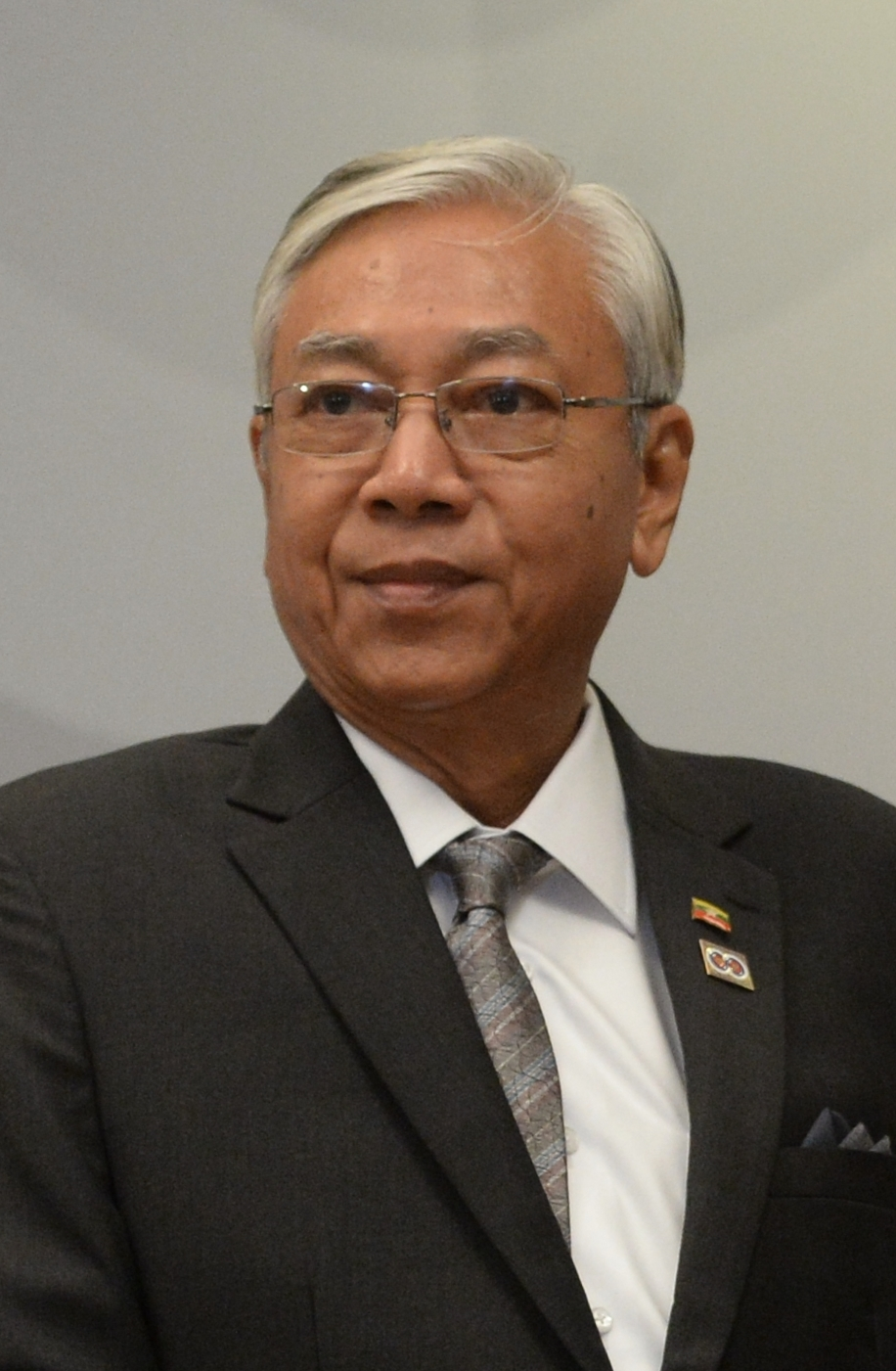
Htin Kyaw président 2016-2018
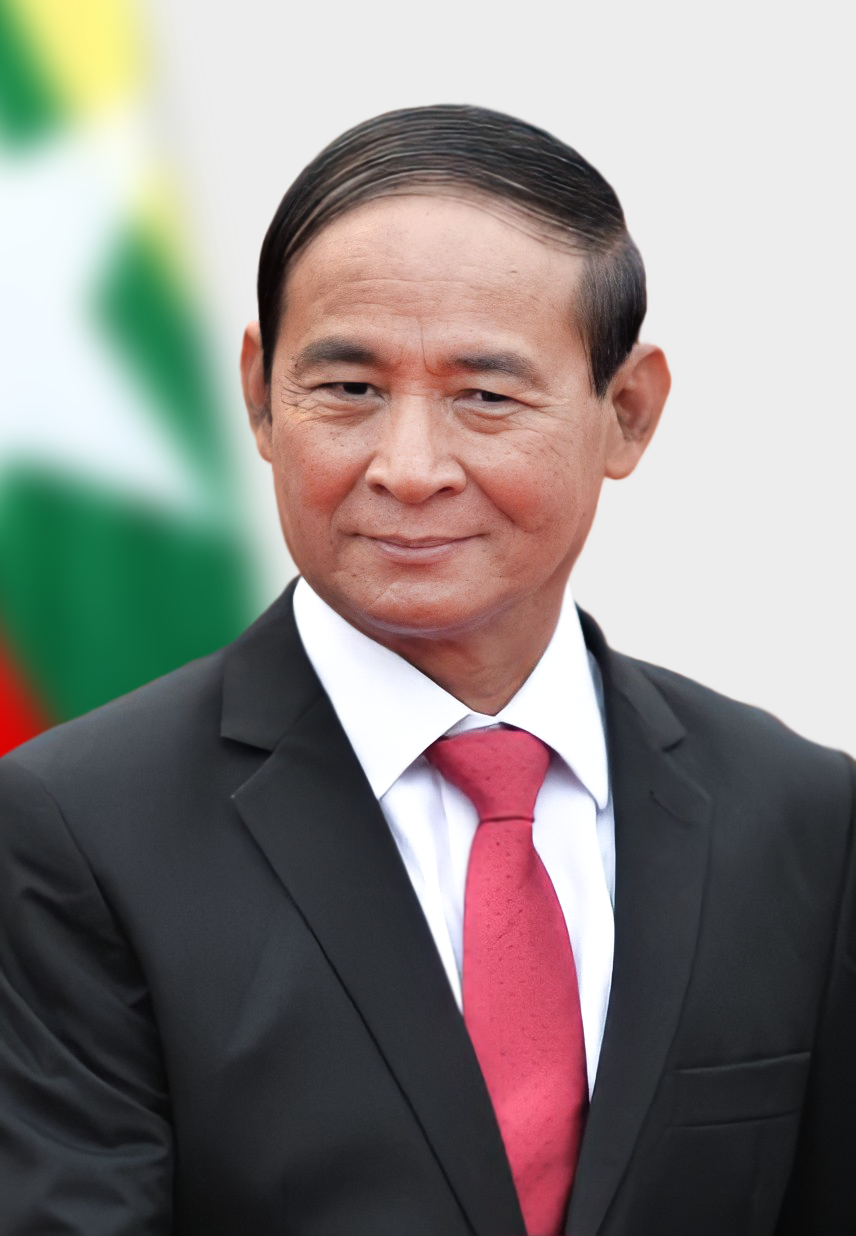
Win Myint président 2018-2021
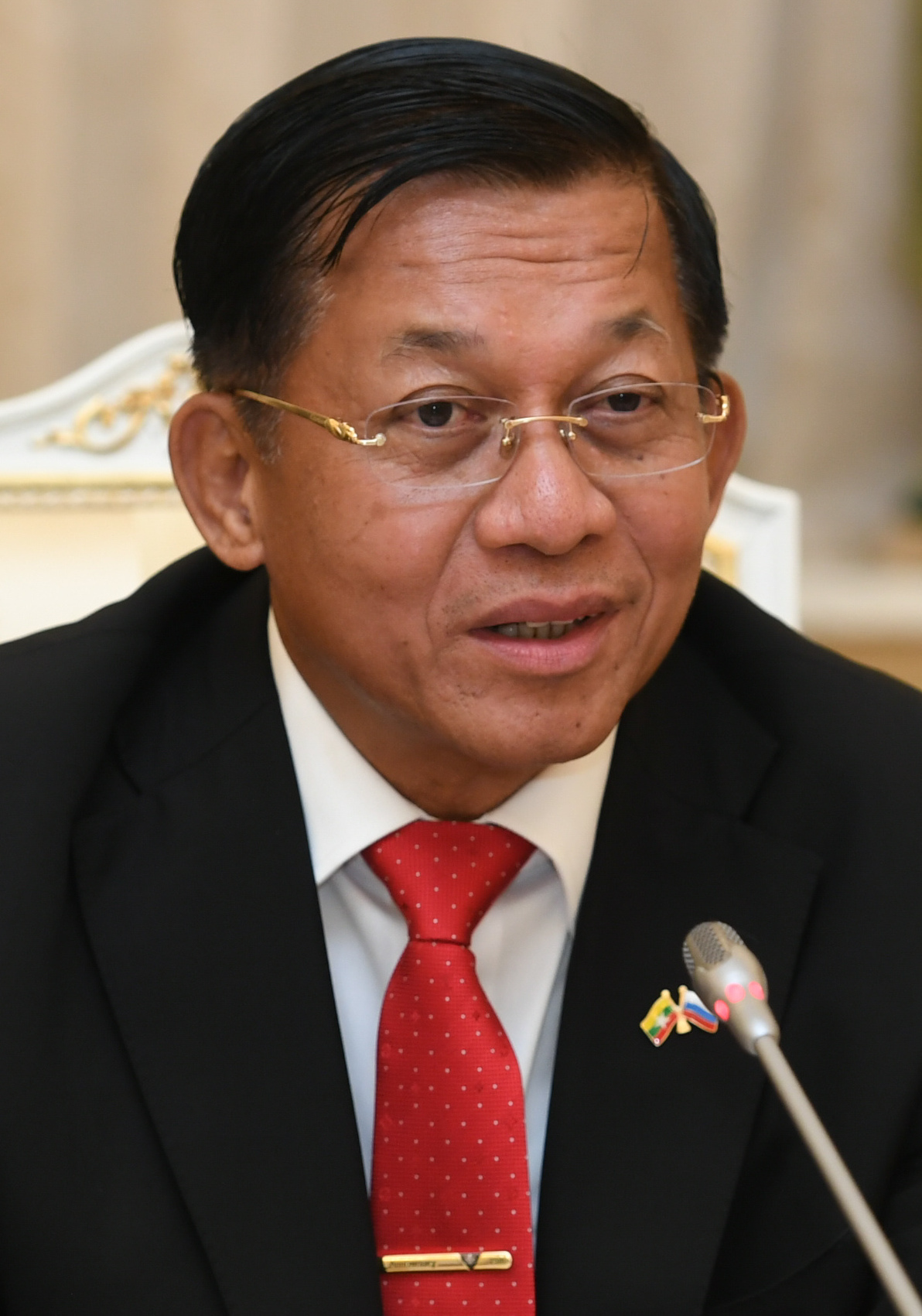
Min Aung Hlaing président 2021-présent

#### Histoire
- Préhistoire de la Birmanie
- Liste des premiers monarques de Birmanie (en)
- Royaume de Pagan (849-1297)
- Royaume de Pinya (1310-1364), Royaume de Sagaing (1315-1364)
- Royaume d'Ava (1364-1527)
- Liste des monarques de Birmanie (en), arbre généalogique des monarques birmans (en)
- Liste d'héritiers des trônes de Birmanie (en)
- État de Birmanie (1943-1945)
- Liste des capitales de la Birmanie (en)
- Liste des chefs d'État de la Birmanie (en)
- Liste des gouverneurs coloniaux de la Birmanie (en)

- Liste de chefs des états Shan (en)
- Liste des rois d'Arakan
- Royaume de Mrauk U (en) (1429-1785), dit royaume d'Arakan
- Royaumes môns
  - Royaume d'Hanthawaddy (573–1100, 1287–1552, 1740–1757)

#### Société
- Politique en Birmanie, Assemblée de l'Union, Chambre des représentants (Birmanie)
- Liste des chefs du gouvernement birman (depuis 1948)
- Élections législatives birmanes de 2020
- Liste de massacres au Myanmar (en)

#### Voisinage
- Histoire de l'Asie du Sud-Est insulaire et péninsulaire
  - Histoire du Cambodge
  - Histoire du Laos
  - Histoire de la Malaisie (Malaisie péninsulaire)
  - Histoire de la Thaïlande
  - Histoire du Viêt Nam (parfois rattaché, pour des raisons culturelles, à l'Asie de l'Est)